# 中村ブレイス
中村ブレイス株式会社（なかむらブレイス、英: Nakamura Brace Co.,ltd）は、島根県の大田市に本社を置く医療機器メーカー。義肢・装具や人工乳房などを製造し、世界30カ国から注文を受ける。

## 主な製品・事業
- 上肢・下肢用義肢
- 頭部・頸椎用装具
- 外反母趾装具
- 人工乳房
- 人工肛門用装具
- メディカルアート研究所 - 人工乳房など、主に装具の外観に関する研究を行う。
- 石見銀山文化賞 - 2008年に創設。石見銀山に関するさまざまな研究や文化活動に尽力している個人や団体を、全国から選考し、独自に表彰を行おうとするもの。
- 装具メーカーとして同業他社へ既製品装具の販売
- 義肢装具製作所として島根県、鳥取県、広島県の整形外科病院への営業

## 事業所
- 本社 - 〒694-0305 島根県大田市大森町ハ132（実際の番地はハ５１－１）

世界遺産石見銀山の史跡群に位置する。
- 東京事務所 - 〒158-0097 東京都世田谷区用賀4-10-3

## 沿革
- 1974年12月20日 - 中村俊郎により、島根県大田市に義肢装具製作業「中村ブレイス」創業

　「合成樹脂のシリコーンを使った治療用の靴の中敷き（インソール）を開発、世界九カ国で特許を取得し、会社の屋台骨と（なる）」
- 1982年10月 - 法人化、中村ブレイス株式会社設立
- 1984年11月 - 東京事務所開設
- 1992年 - 人工乳房「ビビファイ」製品化
- 1994年 - メディカルアート研究所設立
- 2006年4月 - 元気なモノ作り中小企業300社に選定[3]
- 2007年8月 - 第2回ものづくり日本大賞特別賞受賞[4]
- 2008年2月 - 中村俊郎、第6回渋沢栄一賞受賞[5]
- 2008年6月 - 石見銀山文化賞創設
- 2009年1月 - 第34回経済界大賞特別賞受賞[6]
- 2010年2月 - 第7回 企業フィランソロピー大賞受賞[7]
- 2014年 - 地元の郵便局舎を改装したオペラハウス大森座完成[8]、翌年こけら落し[9]
- 2024年12月‐創立50周年を迎える

## テレビ番組
- 日経スペシャル カンブリア宮殿 「オンリーワンの技術で人を幸せにする！ ～過疎の町から世界中に発信」（2008年8月11日、テレビ東京）- 出演：社長 中村俊郎[10]。

## 書籍

### 関連書籍
- 『よみがえるおっぱい 義肢装具士・中村俊郎の挑戦』（著者:千葉望）（2000年10月10日、海拓舎）ISBN 9784907727116
- 『500人の町で生まれた世界企業 義肢装具メーカー「中村ブレイス」の仕事』（著者:千葉望）（2009年2月20日、ランダムハウス講談社）ISBN 9784270004685
- 『世界から感謝の手紙が届く会社 中村ブレイスの挑戦 新潮文庫』（著者:千葉望）（2010年11月27日、新潮社 新潮文庫）ISBN 9784101346908
- 『コンビニもない町の義肢メーカーに届く感謝の手紙 誰かのために働くということ』（著者:中村俊郎）（2011年5月28日、日本文芸社）ISBN 9784537258295